# Belšazarjeva gostija, Rembrandt
Belšazarjeva gostija je glavna Rembrandtova slika, ki je zdaj v Narodni galeriji v Londonu. Slika je Rembrandtov poskus, da bi se uveljavil kot slikar velikih baročnih zgodovinskih slik. Datum nastanka slike ni znan, večina virov pa navaja datum med letoma 1635 in 1638.

## Zgodba
Zgodba o Belšazarju in napisih na steni izvira iz Danielove knjige Stare zaveze. Babilonski kralj Nebukadnezar je izropal tempelj v Jeruzalemu in ukradel svete predmete, kot so zlate skodelice. Njegov sin Belšazar je te čaše uporabil za veliko pojedino, kjer se je prikazala Božja roka in na steno napisala napis, ki prerokuje propad Belšazarjeve vladavine. Besedilo na steni pravi »mene, mene, tekel, upharsin«. Svetopisemski učenjaki to razlagajo tako, da »Bog je štel dneve tvojega kraljestva in ga pripeljal do konca; stehtan si bil na tehtnici in ugotovil, da ga ni; tvoje kraljestvo je dano Medijcem in Perzijcem«.
Zanimiv element te poslikave je napis na steni. Rembrandt je živel v judovski četrti Amsterdama in je »izpeljal obliko hebrejskega napisa iz knjige svojega prijatelja, učenega rabina in tiskarja Menaseja ben Izraela, vendar je enega od likov napačno prepisal in jih razporedil v stolpce, namesto od desne proti levi, kot je napisano v hebrejščini. Ta zadnja podrobnost je bistvena, saj se nanaša na vprašanje, zakaj Belšazar in njegovi svetovalci niso mogli dešifrirati napisa in so morali poslati po Daniela, da jim pomaga pri tem. Svetopisemska zgodba ne identificira jezika skrivnostnega sporočila, vendar se na splošno domneva, da je aramejščina, ki je tako kot hebrejščina napisana v vrsticah od desne proti levi in ne v stolpcih od desne proti levi kot na sliki. Čeprav ni sprejete razlage, zakaj babilonski duhovniki niso mogli dešifrirati pisave, bistvo te nekonvencionalne ureditve – branje besedila na sliki v običajnem vrstnem redu od leve proti desni povzroči popačeno sporočilo – morda namiguje, zakaj se je besedilo izkazalo za nerazumljivo babilonskim modrecem; Ta razlaga je v skladu z mnenjem amoraima Samuela iz Nehardeje, ki je omenjena v Babilonskem Talmudu, Traktat Sanhedrin, 22a, med različnimi nasprotujočimi pogledi.

## Sprejem
Slika je bila v lasti grofa Derbyjevega v Knowsley Hallu od leta 1736. Slika pa je bila komaj poznana izven Anglije in ni veljala za mojstrovino. Ko je bila razstavljena na razstavi umetniških zakladov v Manchestru leta 1857, je kustos George Scharf zapisal: »Celotna slika je, ne glede na drznost stališč, krotka in neustrezna v izvedbi«. To pomanjkanje občudovanja je lahko pojasnjeno v primerjavi s sodobnimi upodobitvami svetopisemske zgodbe, zlasti z Belšazarjevo gostijo Johna Martina (ok. 1821), ki si je s svojo velikostjo in mogočnostjo kompozicije prislužil veliko večji ugled. Ta ocena se je spremenila v drugi polovici 20. stoletja skupaj s prevrednotenjem Rembrandtovega zgodovinskega slikarstva. Potem ko je Belšazarjeva gostija leta 1964 pridobila Narodna galerija, je postala zelo priljubljena in je bila večkrat uporabljena kot ilustracija za komercialne izdelke, kot so naslovnice albumov. Leta 2014 je bila tretja najbolj licenčna slika Narodne galerije.

## Materiali za slikanje
Rembrandtovo ravnanje s slikarskimi materiali in njegova slikarska tehnika v Belšazarjevi gostiji sta izjemna in se ne moreta primerjati z nobenim drugim njegovim delom. Paleta te slike je nenavadno bogata in obsega pigmente, kot so cinober, smalt, svinčeno-kositrno rumena, rumena in rdeča kot jezerski pigment, oker in azurit.